# Haparanda (Gemeinde)
Koordinaten: 65° 50′ N, 24° 8′ O

Haparanda ist eine Gemeinde in der nordschwedischen Provinz Norrbottens län und der historischen Provinz Norrbotten.

## Geographie
Die Gemeinde erstreckt sich von der finnischen Grenze etwa 30 Kilometer längs des Bottnischen Meerbusen nach Westen und von der Küste etwa 40 Kilometer in das Landesinnere. Der Torne älv bildet die Gemeindegrenze im Osten (Finnland). Parallel zum Torneälven fließt der Fluss Keräsjoki durch das Gemeindegebiet.
Der Hauptort der Gemeinde ist Haparanda. Weitere Orte sind Karungi, Kukkola, Marielund, Mattila, Nikkala, Purra, Salmis, Insel Seskarö, Säivis, Vojakkala, Vuono.

## Wirtschaft
Abgesehen von öffentlichen Verwaltungseinrichtungen gehören die Industriebetriebe AssiDomän AB und Polarica AB zu den größeren Arbeitgebern. Der Grenzhandel ist auch von großer Bedeutung für die Gemeinde.